# Карл Вільгельм Райнмут
Карл Вільгельм Райнмут (нім. Karl Wilhelm Reinmuth, 4 квітня 1892, Хайдельберг, Німеччина — 6 травня 1979) — німецький астроном. Відкрив 395 астероїдів, 2 комети: 30P і 44P. На його честь названо астероїд № 1111 — Райнмутія.
Астероїд 909 Улла, відкритий в 1919 році, був названий на честь Урсули Аренс, дочки сім'ї друзів, які надавали матеріальну допомогу обсерваторії Кеніґштуль, де працював астроном. На честь цієї сім'ї названий також астероїд 950 Ахренса, відкритий в 1921 році. Астероїди 954 Лі і 955 Алстеде, відкриті в 1921 році, були названі на честь дружини Ліни Альстеди Райнмут, а астероїд 956 Еліза, відкритий в тому ж році, назвав на честь матері.